# Nick Fink
Nick Fink (Scottsdale, 28 marzo 1991) è un attore statunitense noto per il ruolo di Ryan Clark nella serie televisiva Legacies, spin-off di The Vampire Diaries e The Originals.

## Filmografia

### Cinema
- OstrichLand (2013)
- Trace Film (2015)
- The great The small (2016)
- Loserville (2016)
- The Way You Look Tonight (2019)

### Televisione
- Ghost Squad – serie TV (2005)
- Glee – serie TV, episodio 6x02 (2015)
- Sweet/Vicious – serie TV (2016-2017)
- T@gged – serie TV (2016-2018)
- The fosters – serie TV (2017-2018)
- Criminal Minds – serie TV (2018)
- Legacies – serie TV, 18 episodi (2018-2022)

## Doppiatori italiani
Nelle versioni in italiano delle opere in cui ha recitato, Nick Fink è stato doppiato da:
- Gabriele Vender in Legacies, The Fosters
- Lorenzo De Angelis in All Rise